# Horní Rožínka
Horní Rožínka (německy Ober Rosinka) je obec v okrese Žďár nad Sázavou v Kraji Vysočina. Žije zde 78 obyvatel.

## Název
Název Rožínka je zdrobnělina staršího názvu Rožná (u této vesnice nedoloženého), který byl odvozen od přídavného jména rožný odvozeného od roh. Název tedy vyjadřoval nějakou rohovost polohy vesnice. Od 18. století se připojoval přívlastek Opatovská či Opatská podle toho, že patřila žďárskému klášteru, od 19. století pak Horní podle polohy vůči níže ležící Dolní Rožínce.

## Historie
První písemná zmínka o obci pochází z roku 1366.
| Rok            | 1869 | 1880 | 1890 | 1900 | 1910 | 1921 | 1930 | 1950 | 1961 | 1970 | 1980 | 1991 | 2001 |
| Počet obyvatel | 213  | 199  | 194  | 173  | 175  | 151  | 141  | 116  | 156  | 143  | 124  | 95   | 100  |

## Pamětihodnosti
- Zvonička na návsi

## Galerie

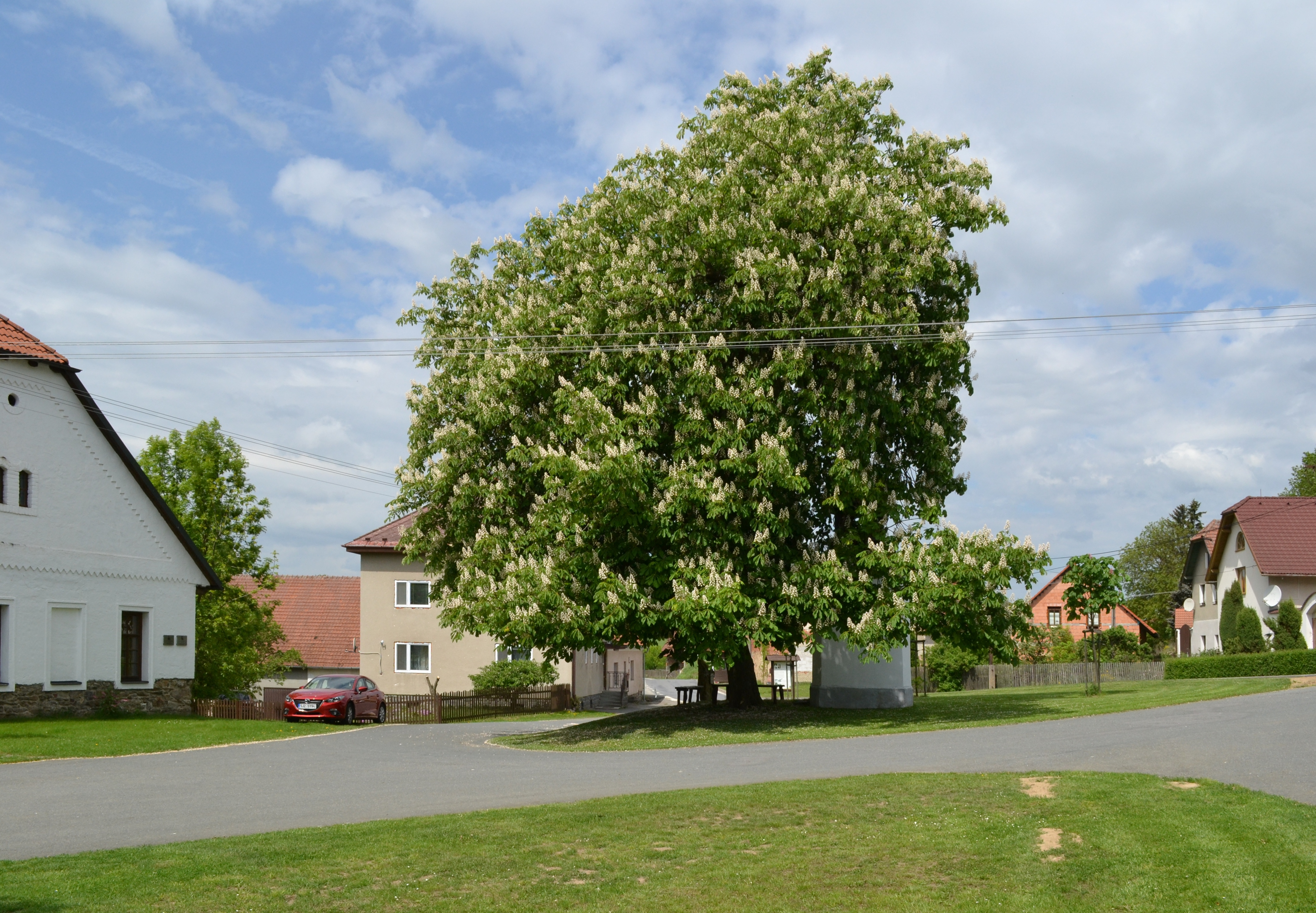
Jírovec u zvonice
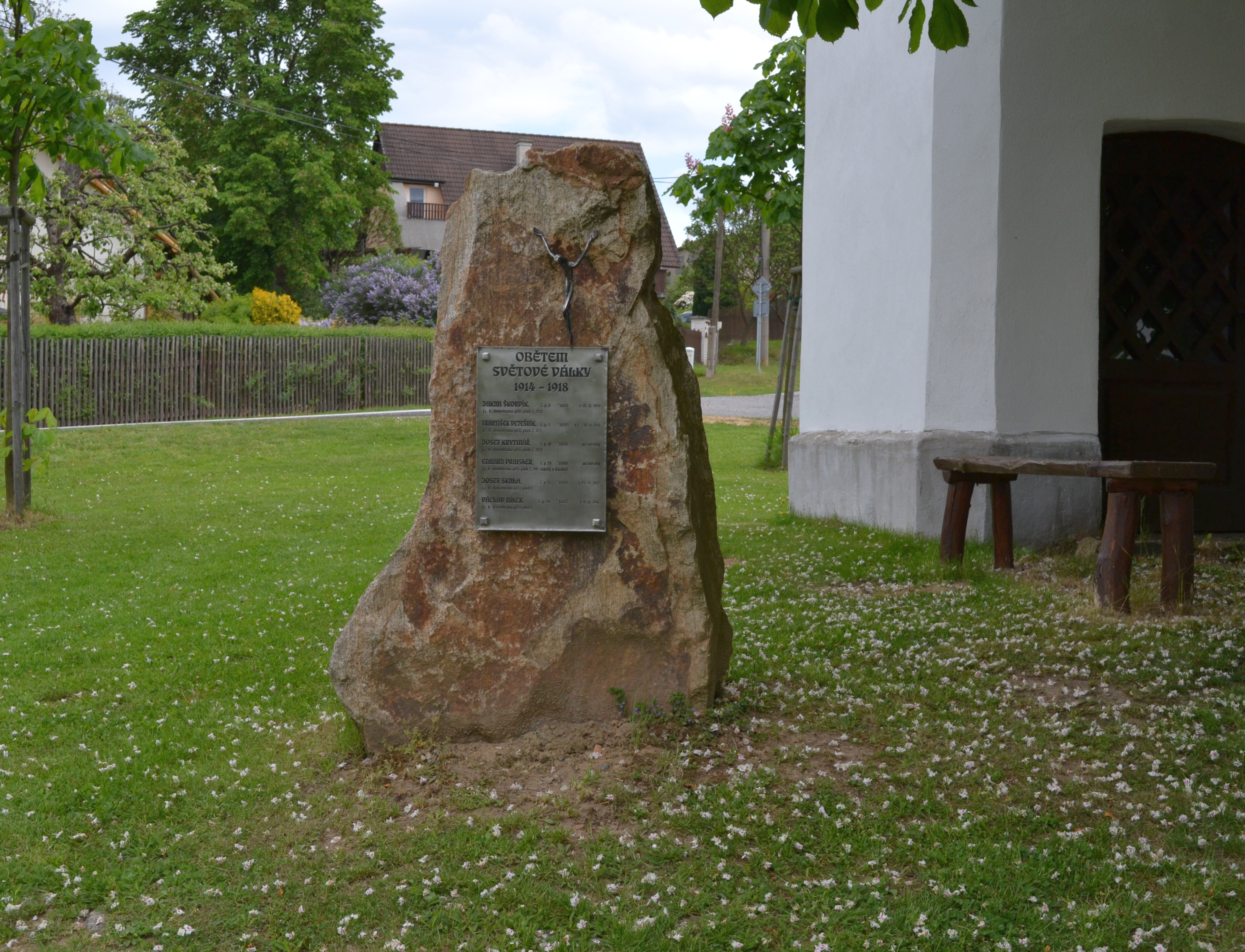
Pomník padlým
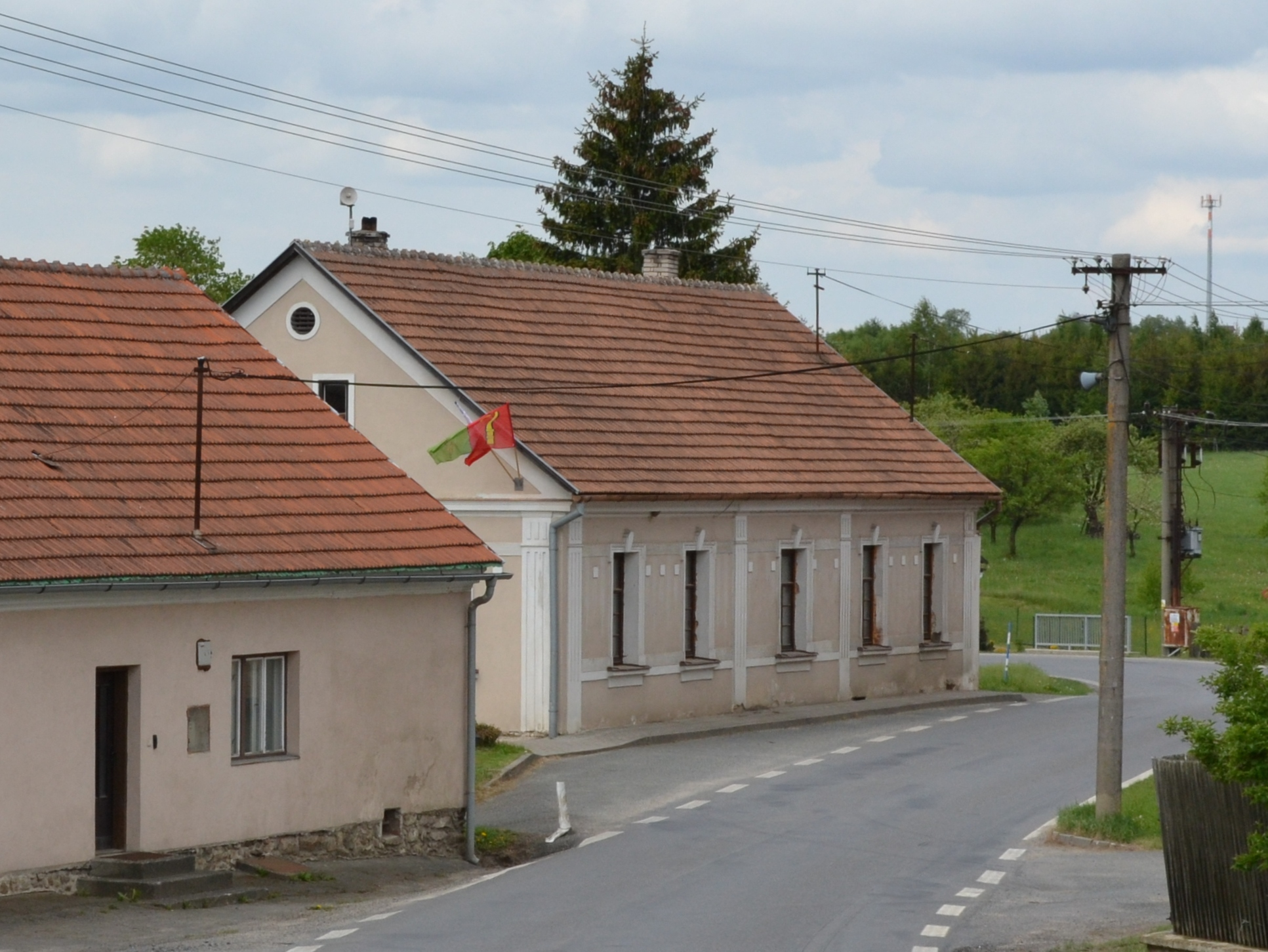
Obecní úřad
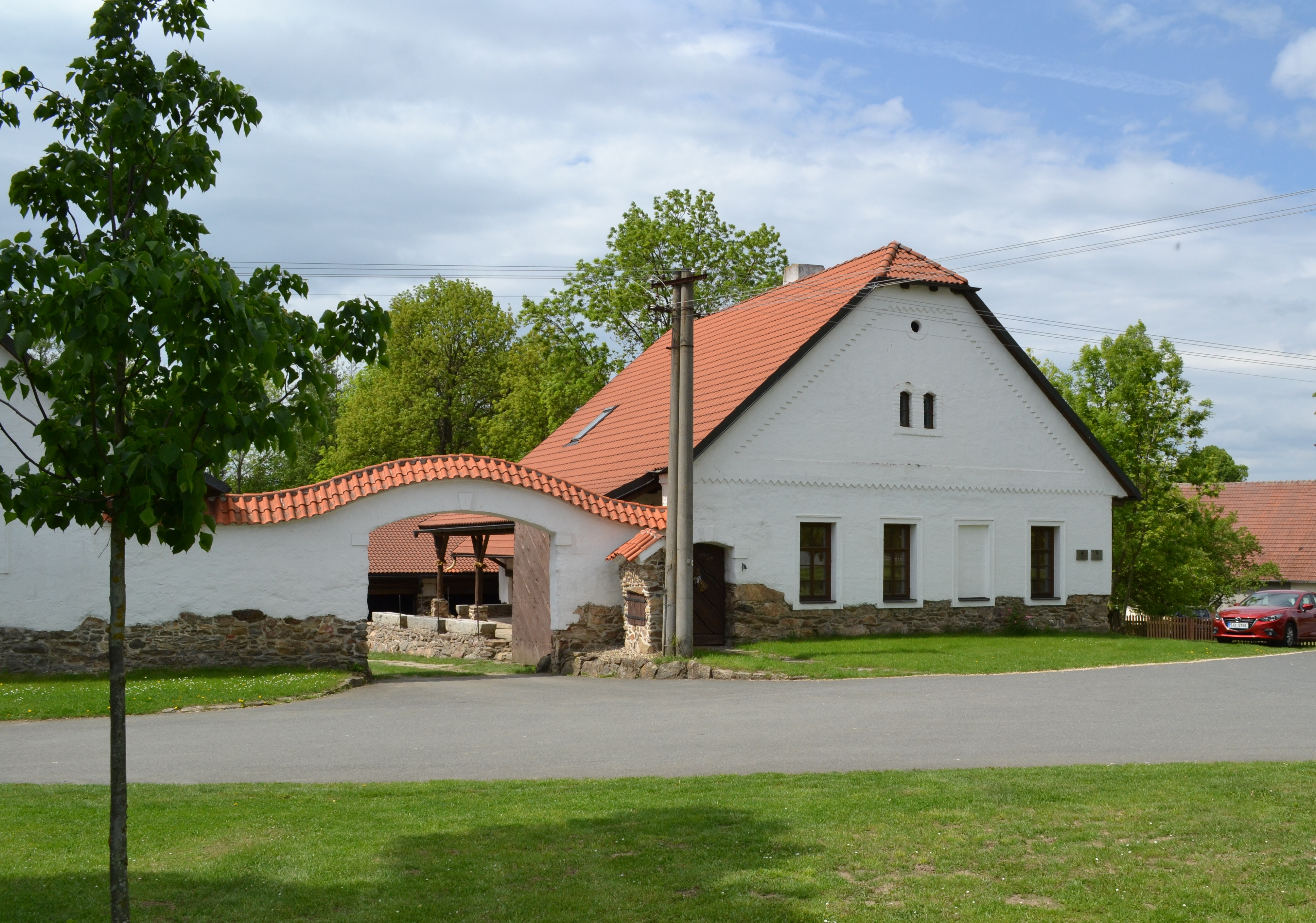
Penzion na návsi